# Station Majdan Królewski
Station Majdan Królewski is een spoorwegstation in de Poolse plaats Majdan Królewski.